# Paramelomys mollis
Paramelomys mollis је врста глодара из породице мишева (лат. Muridae).

## Распрострањење
Врста је присутна у Индонезији и Папуи Новој Гвинеји.

## Станиште
Врста Paramelomys mollis има станиште на копну.
Врста је по висини распрострањена до 2.200 метара надморске висине.

## Начин живота
Женка обично окоти по једно младунче.

## Угроженост
Ова врста није угрожена, и наведена је као последња брига јер има широко распрострањење.

### Популациони тренд
Популација ове врсте је стабилна, судећи по доступним подацима.